# Моя судьба
«Моя судьба» — советский трёхсерийный телевизионный художественный фильм 1973 года, снятый режиссёром Леонидом Пчёлкиным по пьесе Георгия Мдивани «Твой дядя Миша».

Премьера фильма состоялась 2 мая 1974 года на телевидении СССР.

## Сюжет
Основное действие фильма происходит в начале 1970-х годов в Москве. Также действие разворачивается — в конце 1910-х годов — во время воспоминаний главного героя.
После долгих лет отсутствия в Москву возвращается генерал Михаил Ермаков и поселяется в доме в Бобровом переулке, где родился и вырос. Его соседи — физик Борис Барабанов и его мать Полина Викторовна. Борис не подозревает, что является внуком Ермакова.
Во время прогулок по Москве генерал Ермаков вспоминает свою молодость — первые годы после революции, когда он начал работать в ВЧК и влюбился в Людмилу, дочь адвоката и контрреволюционера Геннадия Барабанова. После тяжёлого ранения Михаил вернулся домой, узнав новости о гибели родителей и смерти при родах Людмилы. Мать Людмилы отказалась отдать Михаилу сына, а сам Михаил был направлен по работе в заграничную командировку, которая растянется на долгие годы. Михаил только знал, что сын его Геннадий погиб во время Великой Отечественной войны, а внук, Борис, вырос и стал учёным. И только возвращение Михаила в Москву наконец-то позволило им встретиться.

## В ролях
- Иван Лапиков — Михаил Николаевич Ермаков, генерал КГБ в отставке
- Евгений Евстигнеев — Тимофей Кожухов, дворник, отец Павла Тимофеевича / Павел Тимофеевич Кожухов (в зрелости), бывший водопроводчик
- Вячеслав Расцветаев — Владимир Константинович Зубарев, начальник ВЧК в конце 1910-х годов
- Владислав Стржельчик — Геннадий Александрович Барабанов, адвокат, контрреволюционер, отец Людмилы в конце 1910-х годов
- Андрей Мягков — Георгий Петрович Сабуров, чекист
- Евгений Киндинов — Борис Барабанов, физик, внук Михаила Ермакова
- Галина Волчек — Ольга Дмитриевна Нефёдова, анархистка
- Евгений Герасимов — Михаил Ермаков (в юности)
- Людмила Ефименко — Людмила Геннадьевна Барабанова, дочь Геннадия Барабанова (в титрах — Л. Терзиева)
- Галина Андреева — Полина Викторовна Барабанова, мать Бориса Барабанова, детский врач (озвучила Антонина Кончакова)
- Мария Постникова — Лена, подруга Бориса Барабанова
- Анатолий Фалькович — Феликс Эдмундович Дзержинский, председатель ВЧК при СНК РСФСР
- Владимир Гостюхин — Павел Тимофеевич Кожухов (в юности), сын Тимофея Кожухова
- Владимир Кашпур — Герман Вячеславович Ковалёв, комиссар ВЧК, сосед Михаила Ермакова
- Александр Граве — Николай Ермаков, отец Михаила Ермакова, типографский рабочий
- Галина Попова — Нина Ермакова, мать Михаила Ермакова (в титрах — Г. Попова)
- Галина Калиновская — Нина Владимировна, мать Людмилы, жена адвоката Геннадия Александровича Барабанова
- Александр Кирилин — Семён Горшков, анархист, сын Ивана Горшкова
- Михаил Постников — Иван Никифорович Горшков, бывший фабрикант, домовладелец
- Раиса Максимова — жена Ивана Горшкова
- Иван Власов — Игорь Иванов, физик
- Марк Варшавер — Олег Морозов (Мазуров), физик
- Павел Иванов — Николай Чумаков, физик
- Георгий Вицин — пьяница с расческой
- Николай Караченцов — комсорг Валерий

## Съёмочная группа
- Автор сценария: Георгий Мдивани
- Режиссёр-постановщик: Леонид Пчёлкин
- Оператор-постановщик: Владимир Ошеров
- Художник-постановщик: Владимир Коровин
- Композитор: Кирилл Молчанов
- Текст песни «Улицы воспоминаний»: Николай Доризо

## Место съемок
Съёмки фильма прошли в Москве. Во время прогулки главного героя — генерала Михаила Ермакова — можно видеть разные достопримечательности города.
Дом, в котором жили все главные герои фильма — один из корпусов здания страхового общества «Россия» по адресу Бобров переулок, д. 1 (Милютинский переулок, д.22; Сретенский бульвар, д. 6).